# Okręg wyborczy Perthshire
Okręg wyborczy Perthshire powstał w 1708 r. i wysyłał do brytyjskiej Izby Gmin jednego deputowanego. Okręg obejmował hrabstwo Perthshire w Szkocji. Został zlikwidowany w 1885 roku.

## Deputowani do brytyjskiej Izby Gmin z okręgu Perthshire
- 1708–1710: Dougal Stewart
- 1710–1715: lord James Murray
- 1715–1724: lord James Murray
- 1724–1726: David Graeme
- 1726–1727: Mungo Haldane
- 1727–1734: John Drummond
- 1734–1761: lord John Murray
- 1761–1764: lord John Murray, torysi
- 1764–1773: David Graeme
- 1773–1794: James Murray
- 1794–1807: Thomas Graham
- 1807–1812: lord James Murray
- 1812–1824: James Andrew John Lawrence Charles Drummond
- 1824–1832: George Murray
- 1832–1834: John Campbell, lord Ormelie
- 1834–1835: George Murray
- 1835–1837: Fox Maule, wigowie
- 1837–1840: William Murray, wicehrabia Stormont, Partia Konserwatywna
- 1840–1852: Henry Home-Drummond
- 1852–1868: William Stirling-Maxwell
- 1868–1874: Charles Stuart Parker
- 1874–1878: William Stirling-Maxwell
- 1878–1880: Henry Edward Home-Drummond-Moray, Partia Konserwatywna
- 1880–1885: Donald Currie